# Rohrheizfläche

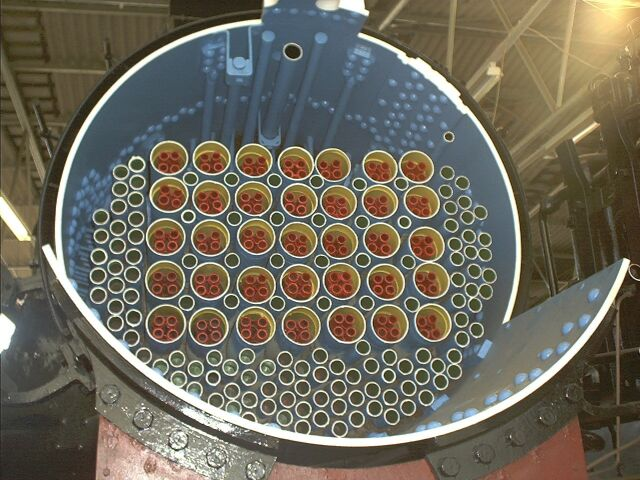
Schnitt durch den Langkessel einer Heißdampflokomotive mit Heiz- und Rauchrohren

Als Rohrheizfläche wird der Teil der Heizfläche eines Dampflokomotivkessels bezeichnet, der durch die im Kessel installierten, von Rauchgas durchströmten Heiz- und Rauchrohre gebildet wird. In diesem Teil des Kessels erfolgt der Wärmeübergang überwiegend durch Konvektion, anders als bei der Strahlungsheizfläche, wo Wärmestrahlung vorherrscht.

## Berechnung
Für die Berechnung der Rohrheizfläche wird der Innendurchmesser der Rohre zugrunde gelegt.
Dies bedeutet, dass die Rohrheizfläche grundsätzlich
- {\displaystyle \pi } x di x lh x n

ist, wobei di der Innendurchmesser der Heizrohre, lh die Länge eines Heizrohres und n die Anzahl der Heizrohre sind.
Besitzt der Kessel zusätzlich Rauchrohre (diese tragen die Überhitzerröhren), so berechnet sich die Rohrheizfläche zu
- {\displaystyle \pi } dih x lh x nh + {\displaystyle \pi } x dir x lr x nr

wobei das tiefgestellte h für die Heizrohre steht und das tiefgestellte r für die Rauchrohre.

## Geschichte
Bei den ersten Dampflokomotiven bis zu dem Ende der Länderbahnzeit war diese Rohrheizfläche bei Lokomotiven aus Süddeutschland praktisch die einzige Verdampfungsheizfläche des Kessels. Lediglich Lokomotiven der Preußischen Staatseisenbahnen hatten eine wasserumspülte Feuerbüchse, was zu einem bedeutenderen Anteil der Strahlungsheizfläche führte.